# Carlo Bembo
Carlo Bembo (1472 – 30 dicembre 1503) è stato un aristocratico veneziano, figlio di Bernardo Bembo e fratello minore di Pietro Bembo.
È uno dei protagonisti del dialogo delle Prose della volgar lingua, pubblicate nel 1525. Nel 1501, agendo probabilmente come prestanome del fratello, richiese a Venezia il privilegio di stampa per un'edizione delle opere volgari di Dante e di Petrarca.
In morte di lui Pietro Bembo compose la sua più impegnativa rima volgare, la canzone Alma cortese, che dal mondo errante, in 214 versi, e un sonetto Adunque m'hai tu pur in sul fiorire, pubblicati nelle Rime del 1530.